# Aari McDonald
Pour les articles homonymes, voir MacDonald.
Aarion Shawnae McDonald, née le 20 août 1998 à Fresno, Californie, est une joueuse professionnelle américaine de basket-ball évoluant aux postes d'arrière et meneuse.

## Carrière junior
Aari McDonald grandit à Fresno, en Californie, en tant que plus jeune de six enfants. Après avoir d’abord joué au lycée Bullard en première année, elle est transférée au lycée Brookside Christian à Stockton, en Californie. À Brookside, elle inscrit près de 1 500 points au cours de ses deux années avec le lycée, enregistrant plusieurs triples-doubles et même un quadruple-double.

### Huskies de Washington (2016-2017)
Aari McDonald rejoint en 2016 l'université de Washington où elle joue pour les Huskies de Washington.
Après avoir raté les sept premiers matchs en raison d’une blessure, McDonald dispute 28 matchs, dont 21 en tant que titulaire. Elle est nommée dans l’équipe Pac-12 All-Freshman après avoir marqué en moyenne 9,8 points lors de la saison, troisième derrière Kelsey Plum et Chantel Osahor.
Elle annonce son départ de l'université de Washington après une saison. Elle justifie son départ par ceux de Plum, Osahor, l’entraîneur-chef Mike Neighbors (en), l’entraîneur adjoint Morgan Valley (en) et le décès de son grand-père.

### Wildcats de l'Arizona (2018-2021)
En 2017, elle rejoint l'université de l'Arizona et joue pour les Wildcats de l'Arizona.
Elle passe sa première saison, saison 2017-2018, avec sa nouvelle équipe en étant absente en raison des règles de transfert et est membre de l’équipe de scouts.
Elle a un impact immédiat lors de sa première année sur le terrain pour les Wildcats, égalant le record de points des Wildcats avec 39 points contre les Lions de Loyola Marymount lors du deuxième match de la saison. Elle termine la saison avec 890 points marqués, battant le record de points marqués sur une saison établi par Adia Barnes (en) (qui est alors l'entraîneur des Wildcats), et est la deuxième joueuse de l’histoire de la conférence Pac-12 à marquer 800 points et faire 150 passes décisives, rejoignant son ancienne coéquipière Kelsey Plum. Elle est nommée dans la première équipe du All-Pac-12 et dans l’équipe défensive All-Pac-12 à la fin de la saison.
Lors de la saison 2019-2020, elle bat le record de point des Wildcats en inscrivant 44 points le 17 novembre 2019 face aux Longhorns du Texas. Durant cette saison, elle reçoit de nombreux prix. Elle est nommée dans la Second-Team All-American par l'Associated Press et par l'United States Basketball Writers Association, dans la First-Team All-American par la Women's Basketball Coaches Association, Pac-12 Defensive Player of the Year, ainsi que dans la First-Team All-Pac-12 pour la deuxième fois et dans la Pac-12 All-Defensive team pour la deuxième fois. Elle est également finaliste pour le trophée de la joueuse défensive de l’année (le Naismith Defensive Player of the Year Award (en)) et reçoit le Ann Meyers Drysdale Award (en) 2020, décerné à la meilleure arrière du pays. Bien qu'elle soit admissible pour la draft WNBA 2020, elle décide de jouer sa saison senior avec l'université de l'Arizona.
À l'issue de la saison 2020-2021, McDonald est nommée joueuse de la conférence Pac-12 de l’année, devenant ainsi la première joueuse de l’Arizona à remporter le prix depuis son entraîneur-chef Adia Barnes. Elle est également nommée dans la First-Team All-Pac-12 et dans la Pac-12 All-Defensive team pour la troisième fois. Elle est également nommée Pac-12 Defensive Player of the Year pour la deuxième année consécutive.

## Carrière professionnelle

### EN WNBA
Aari McDonald est sélectionnée en 3e position lors de la draft WNBA 2021 par le Dream d'Atlanta.

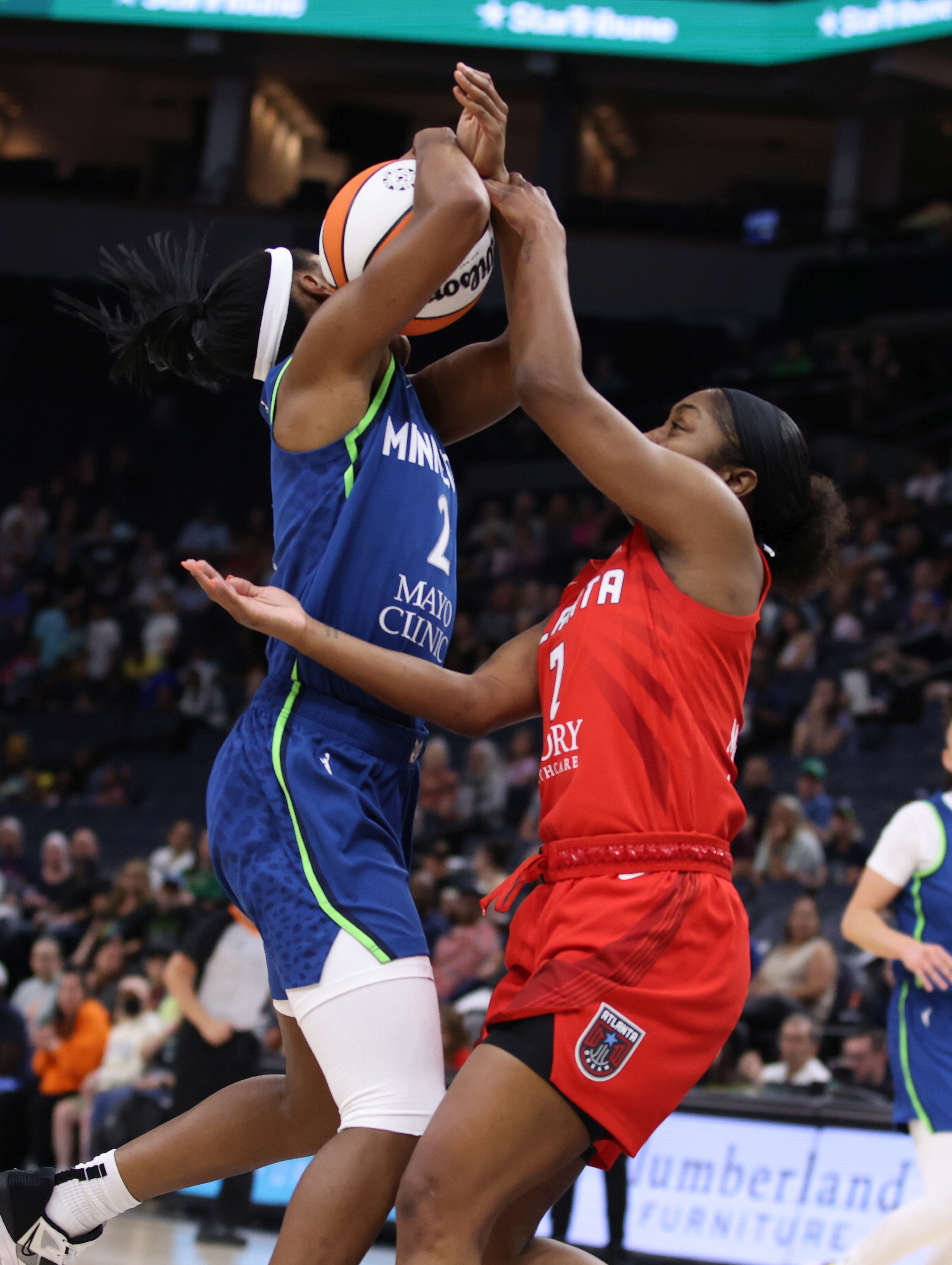
Aari McDonald (en rouge) contrant Lindsay Allen en 2023

Lors de la saison WNBA 2021, elle dispute son premier match le 15 mai 2021 face au Sun du Connecticut en inscrivant 1 point, prenant 2 rebonds et faisant 1 passe décisive pour 16 minutes de jeu. Elle établit un nouveau record en carrière le 5 juin 2021 avec 15 points face au Lynx du Minnesota, performance qu'elle réitère deux jours plus tard face à la même équipe. Elle inscrit une nouvelle fois 15 points le 20 août 2021 face aux Sparks de Los Angeles. Durant sa saison rookie, elle dispute 30 matchs pour des moyennes par match de 6,3 points et 2 passes décisives. Elle est nommée dans la WNBA All-Rookie Team.
Elle dispute son premier match de la saison WNBA 2022 le 8 mai 2022 face aux Wings de Dallas en inscrivant 1 point et prenant 1 rebond en 18 minutes de jeu. Elle établit un nouveau record en carrière avec 20 points le 14 mai 2022 face aux Aces de Las Vegas. Elle égale ce record le 18 juin 2022 face au Sky de Chicago. Durant la saison, elle dispute 36 matchs pour des moyennes par match de 11,1 points et 2,6 passes décisives.
Lors de la saison WNBA 2023, elle dispute 24 matchs avec des moyennes par match de 7,9 points et 3 passes décisives. Elle réalise sa meilleure performance le 28 juillet 2023 face au Liberty de New York avec 18 points.
Le 1er février 2024, elle est envoyée aux Sparks de Los Angeles avec le 8e choix de la Draft WNBA 2024 en échange de Jordin Canada et du 12e choix de la Draft WNBA 2024.

### Hors WNBA
En août 2021, elle s'engage en Hongrie avec le club de l'Uni Gyor MELY-UT. Elle dispute 2 matchs de championnat et 1 match d'EuroCoupe.
En août 2023, elle rejoint le championnat australien en s'engageant avec les Perth Lynx.

## Statistiques

### En universitaire
| Gras/Meilleures performances | [ 27 ] |

| Saison                    | Équipe                    | MJ                                                   | M5                                                   | Min                                                  | %T                                                   | %3                                                   | %LF                                                  | Rb                                                   | PD                                                   | Int                                                  | Ctr                                                  | BP                                                   | F                                                    | Pts                                                  |
| ------------------------- | ------------------------- | ---------------------------------------------------- | ---------------------------------------------------- | ---------------------------------------------------- | ---------------------------------------------------- | ---------------------------------------------------- | ---------------------------------------------------- | ---------------------------------------------------- | ---------------------------------------------------- | ---------------------------------------------------- | ---------------------------------------------------- | ---------------------------------------------------- | ---------------------------------------------------- | ---------------------------------------------------- |
| 2016-2017                 | Huskies de Washington     | 28                                                   | 21                                                   | 24,1                                                 | 47,3                                                 | 33,0                                                 | 66,7                                                 | 2,7                                                  | 1,4                                                  | 1,4                                                  | 0,1                                                  | 1,6                                                  | 2,2                                                  | 9,8                                                  |
| 2017-2018                 | Wildcats de l'Arizona     | Absente en raison des règles de transfert de la NCAA | Absente en raison des règles de transfert de la NCAA | Absente en raison des règles de transfert de la NCAA | Absente en raison des règles de transfert de la NCAA | Absente en raison des règles de transfert de la NCAA | Absente en raison des règles de transfert de la NCAA | Absente en raison des règles de transfert de la NCAA | Absente en raison des règles de transfert de la NCAA | Absente en raison des règles de transfert de la NCAA | Absente en raison des règles de transfert de la NCAA | Absente en raison des règles de transfert de la NCAA | Absente en raison des règles de transfert de la NCAA | Absente en raison des règles de transfert de la NCAA |
| 2018-2019                 | Wildcats de l'Arizona     | 37                                                   | 37                                                   | 35,8                                                 | 45,2                                                 | 28,1                                                 | 75,5                                                 | 6,5                                                  | 4,6                                                  | 2,6                                                  | 0,1                                                  | 3,8                                                  | 2,5                                                  | 24,1                                                 |
| 2019-2020                 | Wildcats de l'Arizona     | 29                                                   | 29                                                   | 31,7                                                 | 45,8                                                 | 27,8                                                 | 78,8                                                 | 5,6                                                  | 3,6                                                  | 2,3                                                  | 0                                                    | 3,8                                                  | 2,1                                                  | 20,6                                                 |
| 2020-2021                 | Wildcats de l'Arizona     | 27                                                   | 27                                                   | 33,6                                                 | 40,7                                                 | 34,5                                                 | 76,5                                                 | 5,4                                                  | 4,0                                                  | 2,6                                                  | 0,1                                                  | 3,1                                                  | 2,0                                                  | 20,6                                                 |
| Total : moyenne par match | Total : moyenne par match |                                                      |                                                      | 31,6                                                 | 44,4                                                 | 30,5                                                 | 75,6                                                 | 5,1                                                  | 3,5                                                  | 2,3                                                  | 0,1                                                  | 3,1                                                  | 2,2                                                  | 19,1                                                 |
| Totaux                    | Totaux                    | 121                                                  | 114                                                  | 3824                                                 | 814                                                  | 199                                                  | 487                                                  | 621                                                  | 425                                                  | 275                                                  | 10                                                   | 379                                                  | 269                                                  | 2314                                                 |

### En WNBA
| Gras/Meilleures performances | [ 28 ] |

#### En saison régulière
| Saison                    | Équipe                    | MJ | M5 | Min  | %T   | %3   | %LF  | Rb  | PD  | Int | Ctr | BP  | F   | Pts  |
| ------------------------- | ------------------------- | -- | -- | ---- | ---- | ---- | ---- | --- | --- | --- | --- | --- | --- | ---- |
| 2021                      | Dream d'Atlanta           | 30 | 4  | 16,4 | 32,2 | 30,8 | 88,2 | 1,6 | 2,0 | 0,8 | 0,2 | 1,2 | 1,8 | 6,3  |
| 2022                      | Dream d'Atlanta           | 36 | 6  | 24,3 | 41,1 | 33,8 | 87,1 | 2,3 | 2,6 | 1,4 | 0   | 2,1 | 2,2 | 11,1 |
| 2023                      | Dream d'Atlanta           | 24 | 9  | 23,5 | 40,2 | 32,1 | 76,2 | 2,0 | 3,0 | 0,6 | 0   | 1,6 | 1,6 | 7,9  |
| Total : moyenne par match | Total : moyenne par match |    |    | 21,5 | 38,5 | 32,4 | 85,1 | 2,0 | 2,5 | 1,0 | 0,1 | 1,7 | 1,9 | 8,6  |
| Totaux                    | Totaux                    | 90 | 19 | 1934 | 253  | 105  | 165  | 178 | 225 | 92  | 6   | 151 | 169 | 776  |

#### En Playoffs
| Saison                    | Équipe                    | MJ | M5 | Min  | %T   | %3   | %LF | Rb  | PD  | Int | Ctr | BP  | F   | Pts |
| ------------------------- | ------------------------- | -- | -- | ---- | ---- | ---- | --- | --- | --- | --- | --- | --- | --- | --- |
| 2023                      | Dream d'Atlanta           | 2  | 0  | 18,0 | 27,3 | 25,0 | -   | 1,0 | 2,5 | 1,0 | 0   | 2,5 | 2,5 | 3,5 |
| Total : moyenne par match | Total : moyenne par match |    |    | 18,0 | 27,3 | 25,0 | -   | 1,0 | 2,5 | 1,0 | 0   | 2,5 | 2,5 | 3,5 |
| Totaux                    | Totaux                    | 2  | 0  | 36   | 3    | 1    | -   | 2   | 5   | 2   | 0   | 5   | 5   | 7   |

## Palmarès et distinctions

### Palmarès
Néant

### Distinctions personnelles
- Équipe Pac-12 All-Freshman (2017)
- 3× First-team All-Pac-12 (2019, 2020, 2021)
- 3× Pac-12 All-Defensive team (2019, 2020, 2021)
- Second-team All-American par l'Associated Press et par la United States Basketball Writers Association (2020)
- First-team All-American par la Women's Basketball Coaches Association (2020)
- 2× Pac-12 Defensive Player of the Year (2020, 2021)
- Trophée Ann Meyers Drysdale (2020)
- Pac-12 Player of the Year (2021)
- WNBA All-Rookie Team (2022)